# Gioacchino Pepoli

Gioacchino Pepoli

Gioacchino Napoleone Pepoli (* 10. Oktober 1825 in Bologna; † 26. März 1881 ebenda) war ein italienischer Politiker und Diplomat.

## Leben
Gioacchino Pepoli wurde 1825 als Sohn des Bürgermeisters seiner Heimatstadt Guido Taddeo Pepoli (1789–1852) geboren, der einer alten Familie des Bologneser Stadtadels angehörte. Seine Mutter war Letizia Murat, eine Tochter des französischen Kavallerieoffiziers und späteren Königs von Neapel Joachim Murat. Der französische Kaiser Napoleon III. war ein Cousin seiner Mutter. Mit erst 18 Jahren heiratete er am 5. Dezember 1844 in Sigmaringen eine Verwandte, die 24-jährige Prinzessin Friederike von Hohenzollern-Sigmaringen, mit der er drei Töchter hatte. Die Mütter des Ehepaares waren Cousinen und gemeinsam aufgewachsen. 
Pepoli war ab 1848 aktiv an den Reform- und Befreiungsbewegungen im damaligen Kirchenstaat beteiligt und kämpfte auch gegen die Österreicher bei Montagnola. 
Ab 1860 Mitglied im Stadtrat von Bologna, war er vom 3. März bis 7. Dezember 1862 Minister für Landwirtschaft, Industrie und Handel in der Regierung Rattazzi. Von 1860 bis zu seiner Ernennung zum Senator war der Marchese auch für vier Wahlperioden Abgeordneter in der Camera dei deputati. 1863 bis 1864 war er außerordentlicher Gesandter und bevollmächtigter Minister Italiens am russischen Hof in Sankt Petersburg. Wegen seiner verwandtschaftlichen Beziehung zu Napoleon III. beteiligte ihn die italienische Diplomatie im September 1864 an der Aushandlung der Septemberkonvention, einem bilateralen Vertrag zwischen dem Königreich Italien und dem Kaiserreich Frankreich, der Italien verpflichtete, den Kirchenstaat nicht anzugreifen und einen Angriff auf ihn zu verhindern, während Frankreich einen Abzug seines Militärs aus dem Kirchenstaat innerhalb von zwei Jahren zusicherte. Vom 7. Mai 1866 bis zum 20. Mai 1868 ging Pepoli noch einmal zurück in Kommunalpolitik als Bürgermeister von Bologna, und am 12. März 1868 wurde er zum Senator ernannt. 1868 folgte schließlich seine letzte berufliche Station als Gesandter am österreichisch-ungarischen Hof in Wien, einen Posten, den er bis 1870 innehatte. Danach ging er in den Ruhestand.

## Ehrungen und Mitgliedschaften
- Ritter Großkreuz des Ordens der Heiligen Mauritius und Lazarus
- Ritter Großkreuz des Ordens der Krone von Italien
- Ritter Großkreuz des Ordens der Rose (Brasilien)
- Ritter des Ordens der Ehrenlegion (Frankreich)